# 消耗部品
消耗部品（しょうもうぶひん）とは、一定期間使用の後、摩耗、劣化、疲労などの理由で機能を果たせなくなり交換される部品である。このため、定期交換部品とも言われている。

## 概要
消耗部品は、機械要素のうちその機能を保つ上で消費され、やがては交換される性質のものである。器物一般において使用に際して消耗しやがては同じものに置き換えられる物は消耗品と呼ばれるが、消耗部品は器物のうちその交換可能な部品の単位が消耗していくものである。
機械装置は使用に際して少なからず状態変化したり磨耗していくものではあるが、こと消耗部品とされるものではそれら機械装置の整備の過程で、一定稼働時間ないし一定経年をもって定期的に交換される性質のもので、これを交換することで機械装置の性能が一定の範囲に保たれる。逆に交換しなくても設計されたとおりの性能を満たす場合もあり、この場合には機能するがその動作は保障されない。なお消耗部品は一般に保証期間で機能が保証される範疇外に設定される傾向があり、例えば液晶ディスプレイの蛍光管バックライトはディスプレイ全体が3年の保証期間があっても蛍光管は1年と別に定められているなどがある。
消耗部品は消耗したまま動作させ続けると他の機構に悪影響する場合もあり、例えば劣化した密閉材は漏れが生じたり密閉材の断片が潤滑液中に混入したり逆に防水の機能を果たさず浸水したりといったトラブルを招く。こういった事情により安全の観点から定期的な点検が法令によって義務付けられている機械装置では、それら消耗部品の交換も法令などによって規定されている。

## 状態変化と部品の種類
以下に機械要素種別によってどのような変化があるために消耗部品扱いされうるかを示す。なお以下に列挙した機械要素でも消耗部品扱いされないものもあり、この辺りは製品（工業製品）によって事情が異なる。

### 摩耗によるもの
摩擦によって摩耗し、適正な動作を成さなくなるもの。
- 軸受け - ボールベアリング、ローラーベアリング、ブッシュ、リニアガイドなど
- レール - 鉄道などのレール、電化製品のガイドレールなど
- モーター - 電極などの摩耗、ベアリングなどの摩耗により交換される
- 磁気ヘッド　- テープ類などによる摩耗により、適正な再生、記録が困難となり交換される。
- ベルト　－　平ベルト
- 歯車　－　平歯車、はすば歯車

### 劣化によるもの
摩擦などにより摩耗し、適正な動作を成さなくなる。
- センサ類　－　フォトダイオード、ランプなど一定期間使用を行うと劣化により適正な機能が得られなくなる。
- 液晶パネル －　液晶そのものの劣化、バックライトの劣化など。

### 汚れによるもの
- フィルター類　－　洗浄、清掃が困難なフィルターなどミクロン単位の埃を取る物に多い。

### 疲労によるもの
- ベルト　－　タイミングベルト